# Кутепов, Павел Александрович
Павел Александрович Кутепов (27 февраля 1925 года, Париж, Франция — 27 декабря 1983 года, Москва, СССР) — сын белоэмигранта генерала Александра Павловича Кутепова, председателя Русского общевоинского союза (РОВС), сотрудник Отдела внешних церковных сношений Московского Патриархата.

## Биография
Павел Александрович Кутепов родился 27 февраля 1925 года в Париже. В 1930 году его отец был похищен агентами советской разведки, после чего переехал с матерью, Лидией Давыдовной в Ригу, где жили её родственники. В 1936 году Лидия Давыдовна с сыном переехала в Югославию в город Белую Церковь, где сын поступил в первый класс (24-й выпуск) Русского кадетского корпуса. Поскольку пособия из Бюро по защите русских беженцев, во время войны были недостаточны, курс не закончил, и по окончании семи классов в 1943 году поступил рядовым в Русский охранный корпус, что позволило ему содержать мать.
В сентябре 1944 года перешёл линию фронта в районе г. Панчева и вступил в Красную армию, где служил переводчиком (владел французским, немецким и сербохорватским языками). В 1945 году вместе с белыми генералами Г. А. Вдовенко и В. М. Ткачёвым был отправлен в Москву, где долгое время находился под следствием. Приговорён к 20 годам принудительных работ. Содержался во Владимирском централе. 
В 1954 году амнистирован, после чего работал на текстильных заводах в Иванове и подрабатывал малярным делом. Местный священник обратил на него внимание, как на образованного человека, владеющего иностранными языками, и порекомендовал его в Московскую патриархию. В 1960 году П. А. Кутепов был принят на работу переводчиком в Отделе внешних церковных сношений Московского патриархата (ОВСЦ), с 1964 года — редактор, с 1967 года — главный редактор бюро переводов ОВЦС.
За свою работу в РПЦ был награжден орденами Св. Кн. Владимира 2-й и 3-й степеней и Св. Сергия Радонежского 3-й степени.
Несколько раз выезжал по работе за границу. Умер в Москве 27 декабря 1983 года, похоронен на Бабушкинском кладбище.

## Награды
- Орден святого равноапостольного великого князя Владимира 2-й и 3-й степеней,
- Орден преподобного Сергия Радонежского 3-й степени.
- Патриаршая грамота (5 сентября 1977 года) — за усердные труды и в связи с успешным проведением Всемирной конференции: Религиозные деятели за прочный мир, разоружение и справедливые отношения между народами[2]